# 坂田金太郎
坂田 金太郎（さかた きんたろう、1940年7月22日 - ）は、東京都出身の日本の俳優、リポーター、喜劇役者、劇作家、演出家。旧芸名：貞二。

## 人物・略歴
趣味・特技：講談、端唄
講釈師七代目一龍斉貞山に入門。貞二の芸名にて上野本牧亭を振出しに、新宿末広亭、上野鈴本等に出演。
フジテレビ『つんころ大助』にて初レギュラー出演。役名「坂田金太郎」を、原作者北條誠の命名により芸名とし以後喜劇役者を目指す。
1967年に、東宝演劇部と契約。主に森繁劇団、三木のり平公演、伴淳劇団、花登喜劇など喜劇に出演。
1976年演劇部契約解除後フリーとなる。
2005年以降の活動状況に関しては知られておらず、一般社団法人映像コンテンツ権利処理機構においては不明権利者とされている。

## 出演

### テレビドラマ
- つんころ大助（1960年、CX） - 貞二
- 人間の條件（1962年、TBS）
- 図々しい奴（1963年、TBS）
- オットいたゞき（1966年、NET）
- 大岡越前 第4部 第13話「除夜の鐘」（1974年12月30日、TBS / C.A.L） - 富助
- 大河ドラマ（[NHK）
  - 花神（1977年）
  - 新選組! 第19回「通夜の日に」（2004年5月16日、NHK） - 住職（壬生寺）
- 華麗なる刑事（1977年、CX / 東宝） - 中華料理店主
- ご存知!女ねずみ小僧 第3話「雨に消えた足あと」（1977年5月16日、CX / C.A.L） - 越前屋
- 花王名人劇場「津軽三味線よされぶし　第一部　望郷篇」（1979年、KTV）
- 大空港（CX / 松竹）
  - 第46話「古傷・バクダン刑事に火がついた!」（1979年） - クレーン作業員
  - 第65話「激突! 赤いビーナス奪回作戦」（1979年） - おでん屋台店主
- 関ヶ原（1981年1月、TBS）
- 新五捕物帳 第156話「男の戦い」（1981年10月13日、NTV / ユニオン映画）
- 西部警察 PART-III 第15話「若き獅子」（1983年、ANB / 石原プロ） - 高見沢政経研究所幹部
- 新大江戸捜査網 第7話「鬼同心獄中の標的」（1984年5月19日、テレビ東京） - 修験僧
- 暴れん坊将軍シリーズ（ANB / 東映）
  - 暴れん坊将軍II
    - 第59話「日本一のゴマすり茶坊主」（1984年） - 道玄
    - 第130話「鬼を背負った押しかけ亭主!」（1985年） - 雄呂血
    - 第154話「吉宗泣かせた悪いガキ!」（1986年） - 徳の市
    - 第176話「決戦前夜の仮祝言!」（1986年） - 伊助

  - 暴れん坊将軍III
    - 第14話「春の宴に舞う女」（1988年） - 左母次
    - 第48話「恋も思案のおてんば剣法」（1989年） - 平戸屋又吉
    - 第80話「おしゃれ殿様」（1989年） - 藤八
    - 第93話「悪霊の城の花嫁」（1989年） - 村井宗風
    - 第119話「大江戸めおと花火」（1990年） - 弥助

  - 暴れん坊将軍IV
    - 第16話「女賞金稼ぎ、江戸を斬る!」（1991年） - 勘助
    - 第26話「江戸城反乱! 連判状に仕掛けられた罠!!」（1991年） - 新八
    - 第43話「戦慄! 狙われた養生所」（1992年） - 乙松
    - 第61話「嵐呼ぶよな島帰り!」（1992年） - 治助

  - 暴れん坊将軍V
    - SP「大雪原の血煙り、吉宗を愛した復讐鬼!」（1993年）- 鏑木法悦
    - 第16話「おんな事件屋、江戸を斬る!」（1993年） - 卯吉

  - 暴れん坊将軍VI
    - 第5話「頑張れ! 江戸っ子若君」（1994年） - 鎌七
    - 第18話「母恋い人形、やじろべえ」（1995年） - 伝吉
    - 第38話「名探偵! 新井白石」（1995年） - 木曽屋

  - 暴れん坊将軍VII
    - 第12話「仇討ち心中、盗まれた砂金」（1996年） - 熊吉

  - 暴れん坊将軍XI
    - 第4話「女医の恋した町奉行」（2001年） - 月照
- 長七郎江戸日記 （NTV / ユニオン映画）
  - 第2シリーズ 第26話「蛍火」（1988年10月11日） - 佐平治
  - 第3シリーズ 第4話「ひとつぶの銀」（1990年11月6日）- 金山
- 八百八町夢日記 第1シリーズ 第14話「ねの字小僧参上」（1990年1月30日、NTV）
- 将軍家光忍び旅（ANB / 東映）
  - 第1シリーズ 第5話「箱根に散った花一輪」（1990年） - 風魔竜全
  - 第2シリーズ 第15話「小諸城の危機、偽将軍と偽殿様」（1993年） - 信州屋喜平
- 名奉行 遠山の金さん（ANB / 東映）
  - 第3シリーズ 第20話「美人姉妹の七変化」（1991年1月31日） - 源次
  - 第4シリーズ
    - 第9話「悪事を働く形見の十手」（1992年1月23日） - 鏑木右京
    - 第22話「蒸発した六人の娘」（1992年5月28日） - 了善

  - 第5シリーズ 第10話「牢獄に放火する女」（1993年） - 虎八
  - 第6シリーズ 第17話「催眠殺人の姉弟」（1994年11月17日） - 秋葉屋
  - 第7シリーズ
    - 第8話「献残屋の秘密 一度死んだ女」（1995年） - 伝蔵
    - 第19話「貞女の鑑?謎の殺しの裏の裏」（1996年） - 坊太郎
- また又・三匹が斬る! 第21話「さらば三匹、今宵お命頂戴す!!」（1991年10月24日）- 日啓
- 江戸を斬るVIII 第7話「火炎地獄は悪の罠」（1994年3月14日、TBS） - 不動坊
- 月曜ドラマスペシャル「浅見光彦シリーズ1　高千穂伝説殺人事件」（1994年4月25日、TBS）
- 水戸黄門 （TBS / C.A.L）
  - 第24部
    - 第13話「無念晴らした仇討ち旅・高鍋」（1995年12月11日） - 松造
    - 第28話「悪を砕いた世直し剣・長岡」（1996年4月8日） - 玄次

  - 第25部 第39話「孫が救った献上酒」（1997年9月22日）- 阿弥陀の権蔵
- 女将になります! 第4話・第22話（2003年、NHK）
- 菊亭八百善の人びと 第2話（2004年、NHK）

### 映画
- 再会（1975年、松竹 / NPプロ） - 旅館の主人
- 嗚呼!!花の応援団シリーズ（日活） - 下村（南河内大学応援団・副団長）
  - 嗚呼!!花の応援団（1976年）
  - 嗚呼!!花の応援団 役者やのォー（1976年）
  - 嗚呼!!花の応援団 男涙の親衛隊（1977年）
- 壇の浦夜枕合戦記（1977年、日活） - 滝口入道
- 紅い眼鏡（1987年、オムニバスプロモーション） - 海坊主

### 舞台
- 美空ひばり特別公演『女の花道』(川口松太郎作、沢島忠演出 1964年5月31日 - 6月28日 明治座他)
- おみつ (演出)